# Franz Wilhelm Seiwert

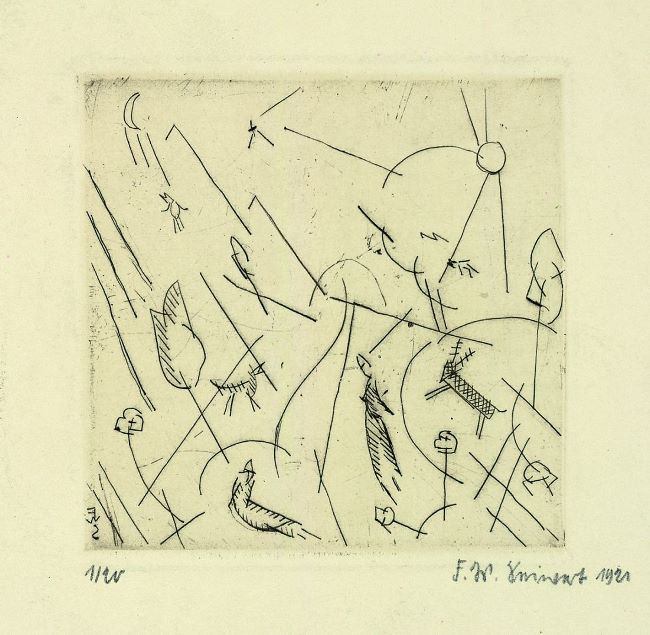
F. W. Seiwert: „Geschöpfe“, um 1917–1919

Franz Wilhelm Seiwert (* 9. März 1894 in Köln; † 3. Juli 1933 ebenda) war ein Maler und Bildhauer, Avantgardist und Mitglied der „Kölner Progressiven“.

## Leben
Franz Wilhelm Seiwert wurde im Alter von sieben Jahren im Jahr 1901 Opfer eines Röntgenexperiments. Zeitlebens war er durch eiternde Wunden und Verbrennungen von den Folgen dieser Strahlenbehandlung gezeichnet. Dies bestimmte sein Werk und führte zu seinem frühen Tod.
Ab 1910 besuchte Seiwert die Kölner Kunstgewerbeschule (die späteren Kölner Werkschulen). Er war anschließend, bis zum Ersten Weltkrieg, bei einem Architekten tätig. Um das Jahr 1916 kam er über das Ehepaar Käthe Jatho-Zimmermann und Carl Oskar Jatho mit dem Expressionismus in Berührung, woraufhin er erste expressionistische Holzschnitte anfertigte. Das Frühwerk Seiwerts ist bestimmt durch den Ausdruck des leidvollen Ertragens der Welt. Aus dieser Sichtweise heraus entstanden zunächst auch christlich motivierte Werke. Die Jathos veröffentlichten seine Schnitte in zwei Bilderbüchern.
Die Jahre 1919 und 1920 verbrachte er im Eifeldorf Simonskall, wohin viele Künstler aus Köln nach dem Krieg abgewandert waren. Noch im Jahr 1919 fand in Köln eine große Dada-Ausstellung statt. Seiwert lernte Max Ernst kennen und wurde gebeten, sich an der Ausstellung zu beteiligen. In letzter Minute zog er seine Werke mit der Begründung zurück, Dada sei „bürgerlicher Kunstbetrieb“.
1921 kehrte Seiwert nach Köln zurück. Dort begeisterte er sich für den Marxismus, und fortan waren seine Werke geprägt vom sozialen Elend der Arbeiter im Ruhrgebiet. Seine Bilder wurden immer abstrakter und er entwickelte eine eigene Formensprache. 1922 lernte er in Düsseldorf El Lissitzky kennen.

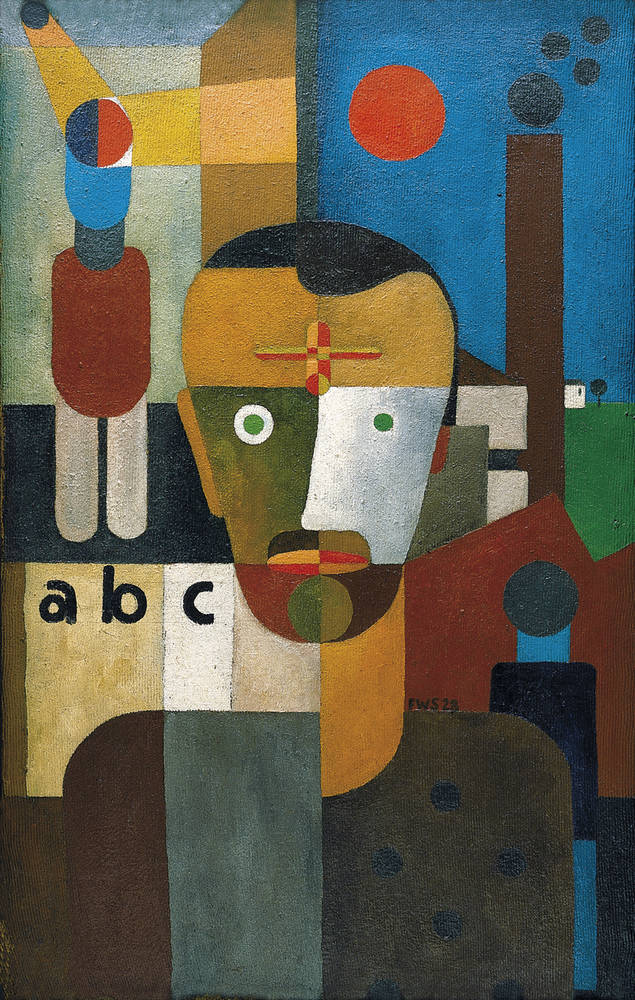
F. W. Seiwert: Selbstbildnis, 1928

Seiwert schloss Bekanntschaft mit Heinrich Hoerle, Anton Räderscheidt und dem Photographen August Sander. In der Zeitschrift Der Sturm und der vom Berliner Schriftsteller Franz Pfemfert herausgegebenen Zeitschrift Die Aktion erschienen Schnitte Seiwerts. Im folgenden Jahrzehnt fanden zahlreiche Ausstellungen im Kölnischen Kunstverein und verschiedenen Kölner Galerien statt. Ausstellungen führten den Künstler nach Aachen, Düsseldorf und Barmen, Besuche und Reisen nach Berlin und Paris. Als er sich 1927 in Berlin aufhielt, traf er u. a. Kasimir Malewitsch, für dessen Suprematismus er sich begeisterte.
Eine große Kollektivausstellung im Barmer Museum machte Seiwert 1928 auch international bekannt. Das Museum in Detroit kaufte einige seiner Werke, und Seiwert traf Moholy-Nagy. Ab 1930 erhielt Seiwert mehrere Großaufträge vom Kölner Kunstgewerbemuseum. Um diese Zeit setzte er seine Bildkompositionen auch als Glasfenster um.
Seit 1929 fungierte der Maler als Herausgeber von a bis z, dem Organ der „Gruppe Progressiver Künstler“, das er bis zur letzten Ausgabe in der frühen Zeit des Nationalsozialismus im Februar 1933 redigierte.
Nach der Machtergreifung der Nazis flüchtete Seiwert ins Siebengebirge, musste jedoch gesundheitlich bedingt wieder nach Köln zurückkehren. Jüdische Freunde brachten den Kranken im Israelitischen Krankenhaus in Köln unter, wo er nach vergeblichen Heilversuchen durch den Radiologen Walter Blank starb.
1937 wurden in der NS-Aktion „Entartete Kunst“ zwölf Werke Seiwerts aus dem Wallraf-Richartz-Museum Köln, dem Kaiser-Wilhelm-Museum Krefeld und der Ruhmeshalle Wuppertal-Barmen beschlagnahmt. Außer einem Tafelbild wurde sie alle vernichtet.
Die Grabstätte Seiwerts befindet sich auf dem Kölner Nordfriedhof. Den Grabstein bildet Seiwerts liegendes Relief Sich küssendes Paar (1929).
Werke Seiwerts sind heute im Museum Ludwig in Köln sowie im Von der Heydt-Museum in Wuppertal zu sehen; die überwiegende Anzahl seiner Werke befindet sich in Privatsammlungen.
1962 wurde in Köln-Müngersdorf die Franz-Seiwert-Straße nach ihm benannt.

## Selbstreflexion
„… die Kunst ist nichts anderes als die bildgewordene Erkenntnis in der darstellung der welt, ihrer kräfte, ihrer gesetzlichkeit. wie nun der marxismus die begründung eines neuen gesichts der welt ist, so kann man den suprematisimus ruhig als kunstform einer marxistischen weltschau ansprechen.“

## Darstellung Seiwerts in der bildenden Kunst
- Jankel Adler: Bildnis des Malers Seiwert (Tafelbild, Öl; 1937 als „entartet“ aus dem Schlesischen Museum der Bildenden Künste, Breslau, beschlagnahmt)

## 1937 als „entartet“ beschlagnahmte Werke Seiwerts

### Tafelbild
- Industriehafen (Öl; 1923)

### Aquarelle
- Menschen und Häuser
- Auf der Straße
- Arbeiter
- Fabrik

### Druckgrafiken
- Masse (Linolschnitt, 1922)
- Feierabend (Linolschnitt, 1928)
- Arbeiterfamilie
- Madonna in Wolken

### Zeichnungen
- Komposition
- Architekt
- Stillleben

## Ausstellungen (Auswahl)
- 1920: Gruppenausstellung mit der Arbeitsgemeinschaft Kölner Künstler[7]